# Internationale Cricket-Saison 1989
Die internationale Cricket-Saison 1989 fand zwischen Mai 1989 und September 1989 statt. Als Sommersaison wurden vorwiegend Heimspiele der Mannschaften aus Europa ausgetragen.

## Überblick

### Internationale Touren
| Beginn       | Heimteam | Auswärtsteam | Resultate | Resultate | Artikel |
| Beginn       | Heimteam | Auswärtsteam | Test      | ODI       | Artikel |
| ------------ | -------- | ------------ | --------- | --------- | ------- |
| 25. Mai 1989 | England  | Australien   | 0–4 [6]   | 1–1 [3]   | Artikel |

### Internationale Turniere (Frauen)
| Beginn        | Turnier                                    | Land     |
| ------------- | ------------------------------------------ | -------- |
| 19. Juli 1989 | Women’s European Cricket Championship 1989 | Dänemark |

## Nationale Meisterschaften
Aufgeführt sind die nationalen Meisterschaften der Full Member des ICC.
| Land    | First-Class                  | List A              |
| ------- | ---------------------------- | ------------------- |
| England | County Championship 1989     | NatWest Trophy 1989 |
|         | Refuge Assurance League 1989 |                     |
|         | Benson and Hedges Cup 1989   |                     |